# Urtene
Die Urtene, auch Urtenenbach genannt, ist ein rund 19 km langer linker Nebenfluss der Emme im Schweizer Kanton Bern. Sie entwässert einen Abschnitt des zentralen Berner Mittellandes und gehört zum Einzugsbereich des Rheins. Das Einzugsgebiet der Urtene hat eine Fläche von 97 km².

## Geographie
Die Urtene entspringt bei Schönbrunnen nahe Münchenbuchsee. Sie wird hier von mehreren kleinen Bächen gespeist, die am Ostabhang des Plateaus von Frienisberg und auf dem Rapperswiler Plateau (Woolibach) entspringen und in der Senke des Moosseetals einmünden. Dabei fliesst sie anfangs nach Osten und speist zunächst den Kleinen Moossee und kurz darauf den Grossen Moossee. Letzteren verlässt die Urtene bei Urtenen-Schönbühl. Sie fliesst nun nach Nordosten durch eine breite Senke zwischen den Höhen des Rapperswiler Plateaus und den Hügelzügen von Grauholz und Längenberg. Diese Talniederung ist mit Grundmoränenmaterial der eiszeitlichen Rhone- und Aaregletscher aufgefüllt.
Bei Zauggenried südöstlich von Fraubrunnen tritt die Urtene in die Schwemmebene der Emme ein. Sie fliesst nun nordwärts durch das Fraubrunnenmoos am westlichen Rand der Schwemmebene. Unterhalb der Siedlung Hof zwischen Bätterkinden und Schalunen mündet sie auf 478 m ü. M. in die Emme. Der Wasserablauf wird durch ein Wehr geregelt, so dass bei niedrigem bis normalem Wasserstand der grösste Anteil über einen Seitenkanal der Emme nach Bätterkinden geleitet wird, der sich erst nördlich des Dorfes wieder mit der Emme vereinigt.

## Hydrologie
Auf der gesamten Flussstrecke beträgt das Gefälle nur gerade 0,24 %. Die Urtene ist durch ein pluviales Abflussregime geprägt, wobei sich die mittlere Abflussmenge bei Schalunen auf 1,6 m³/s beläuft. Auch die Hochwasser fallen im Vergleich zum Basisabfluss recht gering aus, bei Schalunen wurden Hochwasserspitzen mit Abflüssen von 15 m³/s registriert. Die Urtene besitzt nur wenige Seitenbäche, die bedeutendsten davon sind die Dorfbäche von Jegenstorf und von Hindelbank. Die Wasserqualität des Baches ist durch die intensive landwirtschaftliche Nutzung der Flächen im Einzugsgebiet stark belastet; deutlich über dem Niveau, das für eine gesunde biologische Situation gefordert wird, liegen Ammonium- und Nitrat-Gehalt des Wassers.

## Geschichte und Nutzung
Der Gewässername Urtene geht ursprünglich vermutlich auf die keltische Sprache zurück, der Wortstamm urd hat die Bedeutung von „die Sprudelnde“ oder vielleicht „Sumpf, Teich“.
Die Urtene wurde erstmals 1264 („aqua dicta Urtina“) schriftlich erwähnt. Sie durchfloss früher ausgedehnte Sumpfgebiete. Bereits im 18. Jahrhundert wurde mit der Entsumpfung der Talauen begonnen, so 1780 im Moosseetal, von 1847 bis 1852 im Fraubrunnenmoos und von 1855 bis 1859 im Bereich der Moosseen. Danach wurden die weiteren Abschnitte kanalisiert und begradigt, so dass die Urtene bis 1995 keine natürlichen Flussabschnitte mehr aufwies. Seither sind Massnahmen zur Revitalisierung des Flusslaufs an mehreren Abschnitten im Gange.
Früher wurde die Wasserkraft der Urtene für den Betrieb von Mühlen genutzt. Dazu wurde bei Zauggenried ein Kanal nach Fraubrunnen abgeleitet, der die dortigen Mühlen und die Nagelschmiede mit Energie versorgte.
Von Hof, bei der Einmündung der Urtene in die Emme, führt ein Kanalsystem bis nach Bätterkinden, dessen Hauptast Urtenenkanal heisst. Dieses Kanalsystem kann sowohl Wasser von der Urtene als auch von der Emme aufnehmen. Das so zugeführte Wasser wurde in Bätterkinden unter anderem für den Antrieb der Mühle gebraucht. Der Urtenenkanal mündet oberhalb des Emmensteges in die Emme. Das Kanalsystem wird heute zur Stromproduktion durch Kleinkraftwerke benutzt.